# Lejre Provsti
Lejre Provsti er et provsti i Roskilde Stift.  Provstiet lå indtil 2007 i Bramsnæs Kommune, Hvalsø Kommune, Lejre Kommune og Skovbo Kommune, nu omfatter det Lejre Kommune.
Lejre Provsti består af 17 sogne med 17 kirker, fordelt på 8 pastorater.

## Pastorater
| Pastorater i Lejre Provsti         | Pastorater i Lejre Provsti    | Pastorater i Lejre Provsti     |
| ---------------------------------- | ----------------------------- | ------------------------------ |
| Herslev-Gevninge-Kornerup Pastorat | Kirke Hvalsø-Særløse Pastorat | Kirke Hyllinge-Lyndby Pastorat |
| Kirke Saaby-Kisserup Pastorat      | Osted-Allerslev Pastorat      | Rorup-Glim Pastorat            |
| Rye-Kirke Sonnerup Pastorat        | Sæby-Gershøj Pastorat         |                                |

## Sogne
| Sogne i Lejre Provsti | Sogne i Lejre Provsti | Sogne i Lejre Provsti |
| --------------------- | --------------------- | --------------------- |
| Allerslev Sogn        | Gershøj Sogn          | Gevninge Sogn         |
| Glim Sogn             | Herslev Sogn          | Kirke Hvalsø Sogn     |
| Kirke Hyllinge Sogn   | Kirke Sonnerup Sogn   | Kirke Saaby Sogn      |
| Kisserup Sogn         | Kornerup Sogn         | Lyndby Sogn           |
| Osted Sogn            | Rorup Sogn            | Rye Sogn              |
| Sæby Sogn             | Særløse Sogn          |                       |